# Za Magórą
Za Magórą (ukr. Замагора) – wieś na Ukrainie w rejonie wierchowińskim obwodu iwanofrankiwskiego.